# 박귀순
박귀순(1971년 12월 15일 ~ )은 대한민국의 배우이다.

## 학력
- 전주대학교 공연엔터테인먼트학과 (중퇴)

## 출연작

### 영화
- 《오늘, 우리》 (2019년) - 스님 역
- 《광대들: 풍문조작단》 (2019년) - 회암사 스님 역
- 《내 마음의 고향》 (2014년) - 공양주 역
- 《방황하는 칼날》 (2014년) - 학교 옹호 선생 역
- 《인류멸망보고서》 (2012년) - 안내스님 역
- 《슈퍼맨이었던 사나이》 (2008년) - 대머리 악당 역
- 《돼지가 우물에 빠진 날》 (1996년) - 소설가 역

### 드라마
- 《하이바이, 마마!》 (2020년, tvN) - 스님 역
- 《으라차차 와이키키 2》 (2019년, JTBC)
- 《계룡선녀전》 (2018년, tvN)
- 《내 아이디는 강남미인》 (2018년, JTBC)
- 《착한마녀전》 (2018년, SBS)
- 《우리가 만난 기적》 (2018년, KBS2) - 스님 역
- 《인형의 집》 (2018년, KBS2)
- 《대군 - 사랑을 그리다》 (2018년, TV조선)
- 《언니는 살아있다》 (2017년, SBS)
- 《역적 : 백성을 훔친 도적》 (2017년, MBC)
- 《한국사기》 (2017년, KBS1)
- 《사임당, 빛의 일기》 (2017년, SBS)
- 《신데렐라와 네 명의 기사》 (2016년, tvN) - 스님 역
- 《싸우자 귀신아》 (2016년, tvN) - 절의 스님 역
- 《함부로 애틋하게》 (2016년, KBS2)
- 《달의 연인 - 보보경심 려》 (2016년, SBS)
- 《디어 마이 프렌즈》 (2016년, tvN) - 택시기사 역
- 《내 마음의 꽃비》 (2016년, KBS2)
- 《실종느와르 M》 (2015년, OCN) - 스님 역
- 《인생 추적자 이재구》 (2015년, SBS) - 스님 역
- 《하녀들》 (2014년~2015년, JTBC)
- 《조선 총잡이》 (2014년, KBS2) - 스님 역
- 《불의 여신 정이》 (2013년, MBC) - 스님 역
- 《대풍수》 (2012년, SBS)
- 《대왕의 꿈》 (2012년~2013년, KBS1)
- 《인현왕후의 남자》 (2012년, tvN) - 스님 역
- 《복희 누나》 (2011년, KBS2)
- 《오작교 형제들》 (2011년~2012년, KBS2) - 택시기사 역
- 《추노》(2010년, KBS2)
- 《대왕세종》 (2008년, KBS2) - 노분 역
- 《심청의 귀환》 (2007년, KBS2) - 화주승 역
- 《드라마시티 - 연꽃 피던 날》 (2007년, KBS2) - 하유스님 역
- 《황진이》 (2006년, KBS2) - 상좌승 역
- 《서동요》 (2005년, SBS)
- 《왕의 여자》 (2003년, SBS)
- 《다모》 (2003년, MBC)
- 《야인시대》 (2002년, SBS)

### 재연극
- 리얼스토리 실제상황 (2000년, iTV)